# Аугуст Ландмесер
Аугуст Ландмесер (роден в Мореге, Шлезвиг-Холщайн на 24 май 1910 г., изчезнал безследно на 17 октомври 1944 г., обявен за мъртъв през 1949 г.) е работник от корабостроителния завод „Блом + Фос“ в Хамбург, Германия.
Известен е с отказа си да направи хитлеровия поздрав на церемонията по пускането по вода на бойния кораб „Хорст Весел“ на 13 юни 1936 г. Моментът е запечатан на известна фотография (виж отдясно).

## Биография
Аугуст Ландмесер е единственото дете на Аугуст Франц Ландмесер и Вилхемине Магдалене (по баща Шмидпот). През 1931 г., с надеждата, че това ще му помогне в търсенето на работа, става член на нацистката партия. През 1935 г., когато се сгодява за еврейката Ирма Еклер, е изключен от партията. Двамата се разписват в Хамбург, но Нюрнбергските закони, приети месец по-късно, правят брака им невалиден. На 29 октомври 1935 г. се ражда първата им дъщеря Ингрид.
Станалата известна фотография, на която мъж, за когото се смята, че е Ландмесер, отказва да поздрави по нацистки, е направена на 13 юни 1936 година.
През 1937 г. Ландмесер и Еклер опитват да избягат в Дания, но са задържани. Тя отново е бременна, а той е обвинен по нацистките расови закони и осъден през юли 1937 г. за „обезчестяване на расата“. Пледира, че нито той, нито съпругата му са пълни евреи и е оправдан по липса на доказателства на 27 май 1938 г. Предупреден е от съда, че при повторен процес ще получи многогодишна присъда. Двойката продължава да афишира връзката си и на 15 юли 1938 г. Аугуст Ландмесер отново е арестуван и осъден на 2,5 години в концентрационния лагер Бьоргермор.
Ирма Еклер е задържана от Гестапо и е затворена в лагера Фулзбютел (където се ражда втората им дъщеря Ирене). Оттам е прехвърлена в лагера в Ораниенбург, после в женския концентрационен лагер в Лихтенбург и накрая в женския концентрационен лагер в Равенсбрюк. Децата им първоначално са предадени на градски сиропиталища. На Ингрид е позволено да живее с баба си по майчина линия. Ирене е изпратена при приемни родители през 1941 г. След смъртта на баба ѝ през 1953 г. Ингрид също е настанена при приемни родители. Смята се, че майка им Ирма Еклер е вкарана в т.нар. „център за евтаназия“ в Бернбург през февруари 1942 г., където вероятно попада сред 14 000-те убити. При следвоенната обработка на документацията е обявена за мъртва от 28 април 1942 г.
Ландмесер е освободен от затвора на 19 януари 1941 г. Става работник в компанията „Пюст“, която се занимава с товарни превози. Компанията има клон във фабриката „Хайнкел-Верке“ във Варнемюнде. През февруари 1944 г. е зачислен в наказателен батальон – 999-и крепостен пехотен батальон. Обявен е за изчезнал при бойните действия: най-вероятно е убит по време на битка в Хърватия на 17 октомври 1944 г. И той, като съпругата си, е обявен за мъртъв едва след войната, през 1949 година.
Бракът на Аугуст Ландмесер и Ирма Еклер е признат за валиден от Сената на Хамбург със задна дата през лятото на 1951 г.: през есента на същата година Ингрид приема името Ландмесер (Ирене запазва фамилията Еклер).

## Публичен отзвук
През 1996 г. Ирене Еклер публикува книгата „Законът за защита 1935 – 1958: Преследването на едно семейство за „обезчестяване на расата“ (на немски: Die Vormundschaftsakte 1935 – 1958: Verfolgung einer Familie wegen Rassenschande) Този труд върху историята на нейното семейство включва голямо количество оригинални документи от въпросното време, включително писма от майка им и от държавни институции.
Фотография, направена на 13 юни 1936 г., с фигура, за която се смята, че е Аугуст Ландмесер, е публикувана на 22 март 1991 г. в Die Zeit. Изобразява голямо събиране на работници на фабриката „Блом + Фос“ в Хамбург по случай пускането по вода на тренировъчния кораб „Хорст Весел“. Хората от снимката изпълняват нацисткия поздрав, с изключение на мъж в тълпата, застанал с ръце, кръстосани пред гърдите.